# El Cube de Tamante
El Cube de Tamante är en ort i Mexiko.   Den ligger i kommunen Pánuco och delstaten Veracruz, i den östra delen av landet, 300 km norr om huvudstaden Mexico City. El Cube de Tamante ligger 9 meter över havet och antalet invånare är 126.
Terrängen runt El Cube de Tamante är mycket platt. Runt El Cube de Tamante är det ganska glesbefolkat, med 30 invånare per kvadratkilometer. Närmaste större samhälle är Pánuco, 8,4 km väster om El Cube de Tamante. Trakten runt El Cube de Tamante består till största delen av jordbruksmark.